# Aponte (Nariño)
Aponte es un centro poblado y resguardo indígena del municipio de El Tablón de Gómez. Se encuentra ubicado en la parte norte del departamento de Nariño, al sur de Colombia, con  aproximadamente 3500 habitantes es reguardo de la etnia inga procedente de los quechua. Su comunidad posee lengua propia y al ser un resguardo indígena cuenta con normas especiales impuestas por su comunidad, al mando del gobernador indígena y la guardia indígena.

## Historia
Según  historiadores, se dice que los primeros habitantes llegaron a estas tierras a comienzos del siglo XVI hacia el año de 1535, procedentes de lo que hoy es Santiago Peru gobernados por el Cacique Carlos Tamabioy,Junto a 25 Familias natural de Santiago (Putumayo). Ellos emprendieron el viaje por camino de herradura a través de la espesa selva que separa estos dos pueblos, al día de hoy aún se conserva este sendero utilizado por antepasados para comunicarse entre las dos comunidades hermanas.

## Geografía
Estas tierras se ubican sobre la cordillera oriental en el nudo de los pastos, en límites de Nariño-Cauca y Nariño-Putumayo, su condición geográfica hace que el acceso a este territorio sea difícil, pues las vías de comunicación son estrechas y corren en grandes pendientes atravesando la gran cordillera de los andes,

## Economía
Aponte cuenta con una gran extensión de tierras con diversos climas que van desde los 1500-3000 m s. n. m., esto hace que su actividad principal, la agricultura produzca diversos productos como café, fique, arveja, maíz, papa, verduras, etc. En los últimos años La ganadería se ha destacado como alternativa de producción primaria. Los sectores económicos de servicios están presentes a baja escala.

## División
El resguardo está conformado por nueve veredas: 
- Páramo Alto
- Páramo Bajo
- El Pedregal
- La Loma
- Aponte
- Tajumbina
- Sanfrancisco
- Granadillo
- Las moras

## Salud
El Resguardo cuenta con la IPS-I del Pueblo Inga en Aponte, que fortalece la Salud Propia e Intercultural en el Marco del SISPI  

## 2016 Aponte Nariño
En el presente año las personas que habitan este pueblo han tenido diversas dificultades después de grandes hundimientos, los cuales han dejado sin casa a muchas personas, y afectando a un gran porcentaje de la población.